# Сев, Леопольд Александрович
Леопольд Александрович Сев (1867—1921) — российский и французский журналист, публицист, редактор и общественный деятель; по образованию юрист.

## Биография
Леопольд Сев родился в 1867 году в городе Славута Волынской губернии. Окончил юридический факультет Петербургского университета, слушал лекции (по философии, истории литературы и истории) в Берлинском университете и в Hochschule für jüdische Wissenschaft. 
В 1890-х годах Л. А. Сев занимался преимущественно философией и историей духовной культуры. Стал одним из членов-учредителей Философского общества при Императорском Петербургском университете; за это время вышел ряд его переводных сочинений по философии (некоторые под редакцией Владимира Соловьёва). 
В 1901 году Леопольд Александрович Сев вошёл в состав редакции ежемесячного журнала «Восхода» и работал в нём его вплоть до закрытия этого издания в 1906 году. 
В 1907 году Л. Сев редактировал еженедельник «Свобода и равенство»; в 1909 году вступил в редакционный комитет ежемесячника «Еврейский мир», a с 1910 года состоял редактором вновь основанного периодического печатного издания «Новый восход». 
Леопольд Александрович Сев принимал активное участие в еврейских общественных делах, работал в «Союзе для достижения полноправия евреев», был одним из учредителей «Еврейской народной группы». Состоял членом комитета «Еврейского историко-этнографического общества», принимал ближайшее участие в редактировании «Регест и надписей». Под редакцией Сева вышел I том исторической хрестоматии («Очерки по еврейской истории и культуре». T. I, «Библейский период». СПб., 1912).
После октябрьского переворота 1917 года Сев эмигрировал во Францию. С 1919 года в Париже он редактировал журнал «Еврейская трибуна». В 1921 году во французской столице принимал участие в полемике относительно доклада Л. И. Шестова «De profundis».
Леопольд Александрович Сев умер 6 декабря 1921 года в городе Париже.